# Gabriel Messner
Gabriel Messner (7 de junio de 1997) es un deportista italiano que compite en snowboard. Ganó una medalla de plata en el Campeonato Mundial de Snowboard de 2025, en la prueba de eslalon paralelo mixto.

## Medallero internacional
| Campeonato Mundial | Campeonato Mundial | Campeonato Mundial | Campeonato Mundial     |
| Año                | Lugar              | Medalla            | Prueba                 |
| ------------------ | ------------------ | ------------------ | ---------------------- |
| 2025               | Engadina (Suiza)   | Medalla de plata   | Eslalon paralelo mixto |